# Forest Lake, Minnesota
Forest Lake är en ort i Washington County, Minnesota, USA. Den ligger 43 kilometer norr om Saint Paul. 

## Personer med anknytning till Forest Lake
- Den svenske författaren Dan Andersson bodde här en kort tag 1902.
- Arne Carlson, Minnesotas guvernör 1991–1999.
- Walter Mondale, USA:s vicepresident 1977–1981.
- Leif Nordgren (född 1989), skidskytt som tävlade för USA i OS 2014 och 2018